# Owenus minor
Owenus minor là một loài tò vò trong họ Ichneumonidae.